# Rakitnojei járás

A Rakitnojei járás a Belgorodi területen

A Rakitnojei járás (oroszul Ракитянский район) Oroszország egyik járása a Belgorodi területen. Székhelye Rakitnoje.

## Népesség
- 1989-ben 49 580 lakosa volt.
- 2002-ben 35 031 lakosa volt.
- 2010-ben 33 935 lakosa volt.